# 張廷瑑
张廷瑑（1681年—1764年），字桓臣，号思斋，江南桐城（今安徽）人。清朝翰林、官员。
张廷瑑为康熙年间大学士张英之子，雍正元年（1723年）癸卯恩科，廷瑑考中二甲第十五名进士，改庶吉士，散馆授编修，历官工部侍郎，降内阁学士。